# Albert Mangelsdorff
Albert Mangelsdorff (Fráncfort del Meno (Alemania), 5 de septiembre de 1928 - 25 de julio de 2005) fue un trombonista y compositor de jazz.

## Historial
Albert comenzó a interesarse por el jazz en una época muy poco propicia, durante la dictadura de Hitler, que desarrolló una política muy represiva respecto a este tipo de música, por lo que las reuniones del Hot Club de su ciudad, se celebraban en la clandestinidad. Finalizada la Gran Guerra, deja la guitarra para pasarse definitivamente al trombón, fascinado por Bill Harris y J. J. Johnson. No obstante, su primer trabajo profesional en el jazz, con una big band de swing, será tocando la guitarra.
Trabaja con el saxofonista austriaco Hans Koller y, ocasionalmente, con Dizzy Gillespie (1953-1954). En 1958, tras tocar con Elvin Jones, viaja a Estados Unidos, invitado por George Wein al Festival de Jazz de Newport. Después, trabaja con Dusko Gojkovic y con sus propios grupos. Regresa repetidas veces a Newport en los años 60, para tocar con Lee Konitz, Joe Chambers, Art Blakey o John Lewis, con quien graba.
Gira y graba con la Kenny Clarke-Francy Boland Big Band y con músicos como Don Cherry o Attila Zoller, integrándose en 1969 en la`Globe Unity Orchestra de Alexander von Schlippenbach. En 1972, animado por el crítico y productor Joachim E. Berendt, realiza una serie de conciertos de trombón solo, con una técnica multifónica desarrollada por él mismo.
En los años 70 y 80, toca con John Surman, Palle Danielsson, Jaco Pastorius, Kenny Wheeler y, con regularidad, Michel Portal. Mantuvo sus grupos y colaboraciones hasta su fallecimiento.

## Estilo
Las características como trombonista de Mangelsdorff son la maestría en el conocimiento de los elementos del jazz y un rigor técnico, aliado con una exigente búsqueda de la expresión libre. Su técnica multifónica, tocando una nota y cantando otra distinta a la vez, lo que genera armónicos intermedios entre ambas, le dio un sonido característico.